# Згасання у вільному просторі
В телекомунікації, згасання у вільному просторі (англ. Free-space path loss - FSPL) це згасання інтенсивності сигналу електромагнітного випромінення, яке відбувається при проходженні в зоні прямої видимості через вільний простір (зазвичай в повітрі), без перешкод поблизу які б могли спричинити відбиття або дифракцію. Це поняття визначено в стандарті IEEE Std 145-1983 "Стандартні визначення термінів для антен", як "згасання між двома ізотропними випромінювачами в вільному просторі, що виражається як відношення потужності." Зазвичай воно задається в дБ, хоча стандарт IEEE не стверджує це. Таким чином визначається що коефіцієнт підсилення антени це співвідношення потужності в 1.0, або 0 дБ. Будь-які втрати пов'язані з апаратними дефектами не враховуються, так само як і вплив на посилення антени. Поняття FSPL рідко використовується саме по собі, а частіше є частиною рівняння передачі Фрііса, яке враховує посилення антен.

## Формула згасання у вільному просторі
Згасання у вільному просторі є пропорційним до квадрату відстані між передавачем і приймачем, а також пропорційне квадрату частоти радіо сигналу.
Рівняння для FSPL є наступним
{\displaystyle {\begin{aligned}{\mbox{FSPL}}&=\left({\frac {4\pi d}{\lambda }}\right)^{2}\\&=\left({\frac {4\pi df}{c}}\right)^{2}\end{aligned}}}
де:
- {\displaystyle \ \lambda } — довжина хвилі сигналу (в метрах),
- {\displaystyle \ f} — частота сигналу (в Герцах),
- {\displaystyle \ d} — відстань від передавача (в метрах),
- {\displaystyle \ c} — швидкість світла в вакуумі, 2.99792458 × 108 метри за секунду.

Це рівняння є точним лише в дальньому полі де можна припустити сферичне поширення; і воно не буде правдивим на відстанях близьких до передавача.

## Згасання у вільному просторі в децибелах
Зручним способом розрахунку згасання у вільному просторі є розрахунок у дБ:
{\displaystyle {\begin{aligned}{\mbox{FSPL(dB)}}&=10\log _{10}\left(\left({\frac {4\pi df}{c}}\right)^{2}\right)\\&=20\log _{10}\left({\frac {4\pi df}{c}}\right)\\&=20\log _{10}(d)+20\log _{10}(f)+20\log _{10}\left({\frac {4\pi }{c}}\right)\\&=20\log _{10}(d)+20\log _{10}(f)-147.55\end{aligned}}}

Тримірний графік FSPL (дБ) (d/м, f/МГц)

Двовимірний декартовий графік показує як змінюється FSPL з відстанню для фіксованих частот в 2.4 ГГц, 5.1 ГГц і 5.7 ГГц

де одиниці вимірювання є такими як і раніше.
Для типових застосувань в радіо, знаходять {\displaystyle \ f} в одиницях вимірювання ГГц а відстань {\displaystyle \ d} задають в км, в такому випадку рівняння стає наступним
{\displaystyle \ {\mbox{FSPL(dB)}}=20\log _{10}(d)+20\log _{10}(f)+92.45}
Для {\displaystyle \ d,f} в метрах і кілогерцах, відповідно, значення константи становитиме {\displaystyle \ -87.55}.
Для {\displaystyle \ d,f} в метрах і мегагерцах, відповідно, значення константи становитиме {\displaystyle \ -27.55}.
Для {\displaystyle \ d,f} в кілометрах і мегагерцах, відповідно, значення константи становитиме {\displaystyle \ 32.45}.

## Фізичне пояснення
Приведене вище рівняння часто приводить до помилкового розуміння, що в вільному просторі згасання електромагнітної хвилі залежить від її частоти. Це не правда, бо не існує жодного фізичного механізму який би міг привести до цього. Розрахунок насправді поєднує дві властивості.

### Залежність від відстані
Залежність згасання від відстані викликане поширенням електромагнітної енергії у вільному просторі і описується законом обернених квадратів:
{\displaystyle \ S=P_{t}{\frac {1}{4\pi d^{2}}}}
де:
- {\displaystyle \ S} потужність на одиницю площі або просторова щільність потужності (в Ватах на метр квадратний) на відстані {\displaystyle \ d},
- {\displaystyle \ P_{t}} це ефективна ізотропно випромінювана потужність (в Ватах).

Цей ефект не залежить від частоти.

### Залежність від частоти
Залежність від частоти є ще більш заплутаною. Часто виникає питання: Чому згасання, яке є лише геметричним обернено-квадратичним згасанням, є функцією частоти? Відповіддю є те, що згасання визначається для використання ізотропної приймаючої антени ({\displaystyle G_{r}=1}). Це видно, якщо ми отримаємо FSPL із Рівняння передачі Фрііса.
{\displaystyle FSPL={\frac {P_{t}}{P_{r}}}G_{t}G_{r}}
Оскільки це згасання в є зручним інструментом; воно являє собою гіпотетичну втрату потужності, що відбудеться якби приймаюча антена була ізотропною. Тому, FSPL можна розглядати як зручний набір термінів, яким було надано назву згасання у просторі. Ця назва асоціюється чисто з геометричними властивостями і підкреслює вимогу що {\displaystyle G_{r}=1}. Кращою назвою для цього терміна також може бути коефіцієнт згасання при поширенні.
Отже частотна залежність згасання викликана частотною залежністю апертури приймальної антени у випадку, якщо посилення антени є фіксованим. Апертура антени в свою чергу визначає як добре антена може вбирати в себе потужність вхідного електромагнітного випромінення.
Залежність апертури антени від підсилення антени описується формулою:
{\displaystyle A=G{\frac {\lambda ^{2}}{4\pi }}\,}
Ця формула описує добре відомий факт, що чим менше частота (більша довжина хвилі), тим більша антена потрібна аби досягти певного посилення антени. Тому, для теоретичної ізотропної антени ({\displaystyle G_{r}=1}), отримана потужність {\displaystyle \ P_{r}} задається формулою:
{\displaystyle \ P_{r}=S{\frac {\lambda ^{2}}{4\pi }}}
де {\displaystyle \ S} це щільність потужності електромагнітного випромінення в місці розташування теоретичної ізотропної приймальної антени.  Варто відмітити, що вона повністю залежить від довжини хвилі, тому виникає залежність від частоти.